# Miszkowskoje
Miszkowskoje (ros. Мишковское) – wieś w Rosji, w rejonie charowskim obwodu wołogodzkiego. W 2002 r. liczyła 5 mieszkańców, a w 2010 r. zamieszkiwała ją 1 osoba.